# 1892 na Venezuela
Esta é uma cronologia dos principais fatos ocorridos no ano de 1892 na Venezuela.

## Arte
- Los morochos, El ordeño e La vara rota, de Arturo Michelena.

## Livros
- Parnaso venezolano (antologia), de Julio Calcaño.
- La esgrima moderna e ¿Idilio?, de José Gil Fortoul.

## Personalidades

### Nascimentos

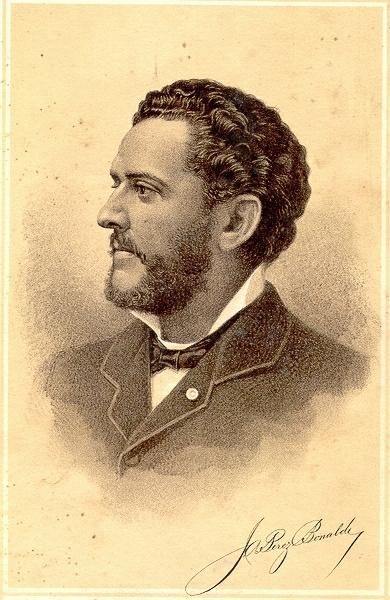
Juan Antonio Pérez Bonalde

- 3 de janeiro – Cruz Salmerón Acosta (m. 1929), escritor e poeta.
- 6 de julho – Prudencio Esaá (m. 1971), músico, compositor e pianista.
- 15 de julho – Jesús Enrique Lossada (m. 1948), poeta, contista, professor universitário e intelectual.
- 14 de agosto – Luis Gerónimo Pietri (m. 1969), advogado, diplomata e político.
- 29 de outubro – Carlos Bonnet (m. 1983), compositor, diretor musical [en] e militar.
- 10 de dezembro – Augusto Brandt (m. 1942), músico e compositor.

### Mortes
- 4 de outubro – Juan Antonio Pérez Bonalde (n. 1846), poeta, o maior representante da poesia romântica venezuelana e o precursor do modernismo no país.[1]